# Арена Лвов
Арена Лвов е футболен стадион във Лвов, Украйна.
Той е сред стадионите, построени за Евро 2012. Стадионът има капацитет от 34 915 места.
Арената също е и новият домакински стадион на „Карпати“, Лвов от 10 декември 2011 г.

## Технически данни
- Размери на терена: 105 х 68 m
- Капацитет: 34 915 места
- Разходи за построяването: €211 милиона